# Drosera cistiflora
Drosera cistiflora (росичка ладанникоцвіта) — вид рослини родини росичкові.

## Назва
Назва cistiflora походить від грецького слова Cistus, на позначення рослин родини Ладанникові, що мають схожі квіти.

## Будова
На відміну від інших росянок, що переважно мають прикореневу розетку з листків-пасток, цей вид — прямостоячий, висотою 2550 см. Має довгі вкриті липкими залозистими волосками. Квіти великі зазвичай рожеві, проте зустрічаються інших кольорів. Квіти розкриваються на кілька годин вдень. Можуть запилюватися комахами, проте переважно самозапилюються.

## Поширення та середовище існування
Зростає у Південній Африці.

## Практичне використання
Використовується як декоративна рослина.
Застосовується у народній медицині.

## Галерея

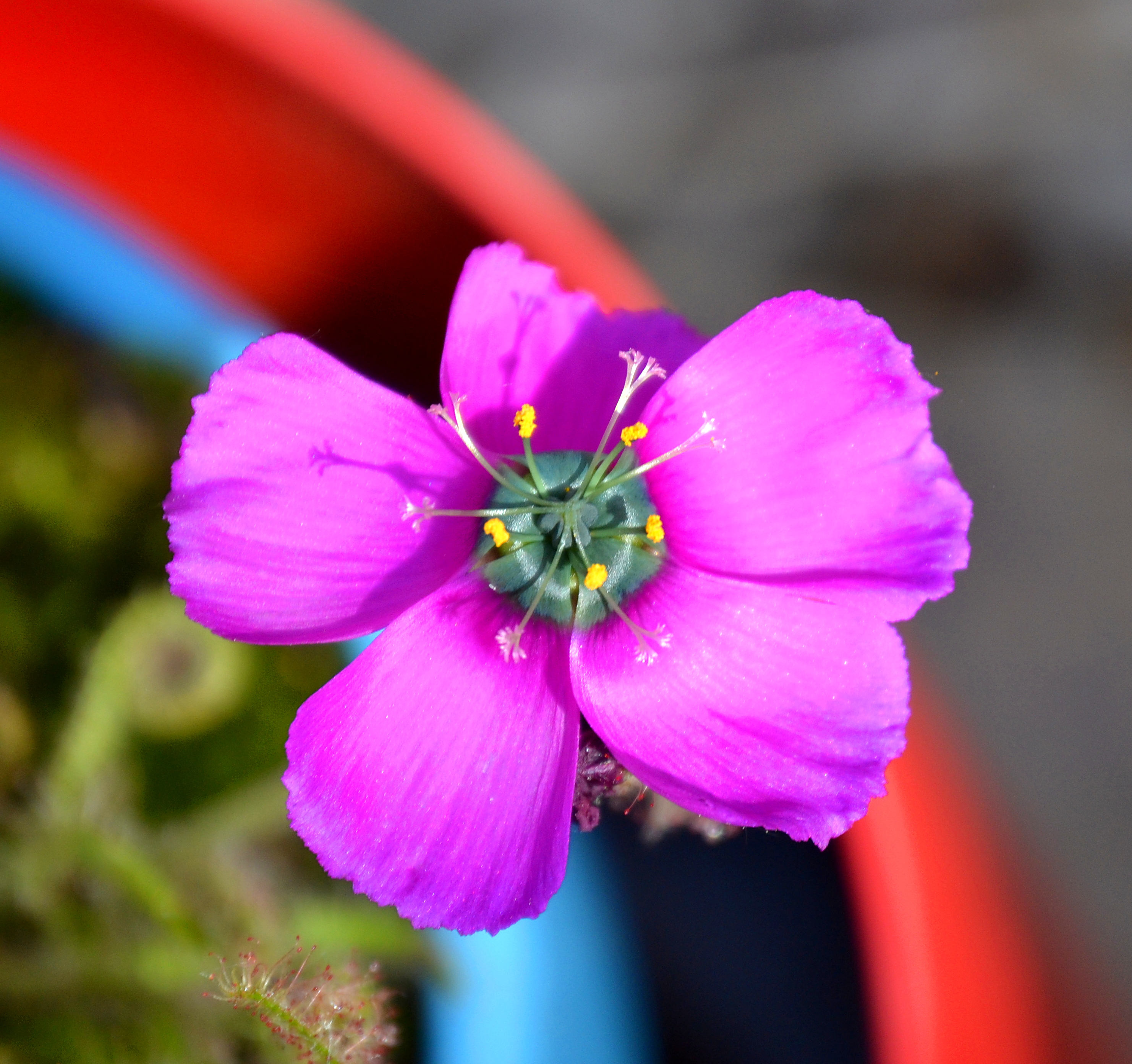
Квітка
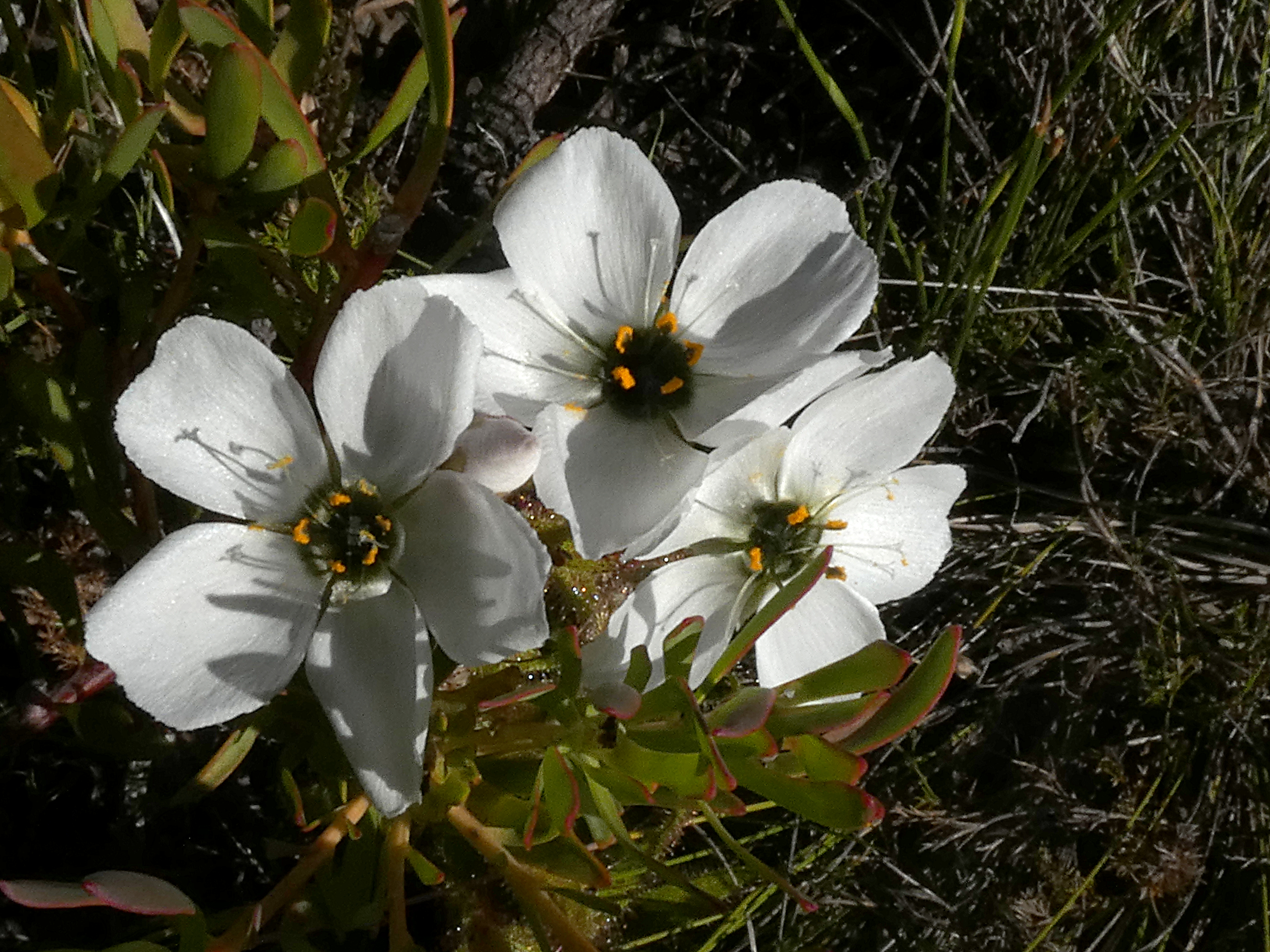
Квіти
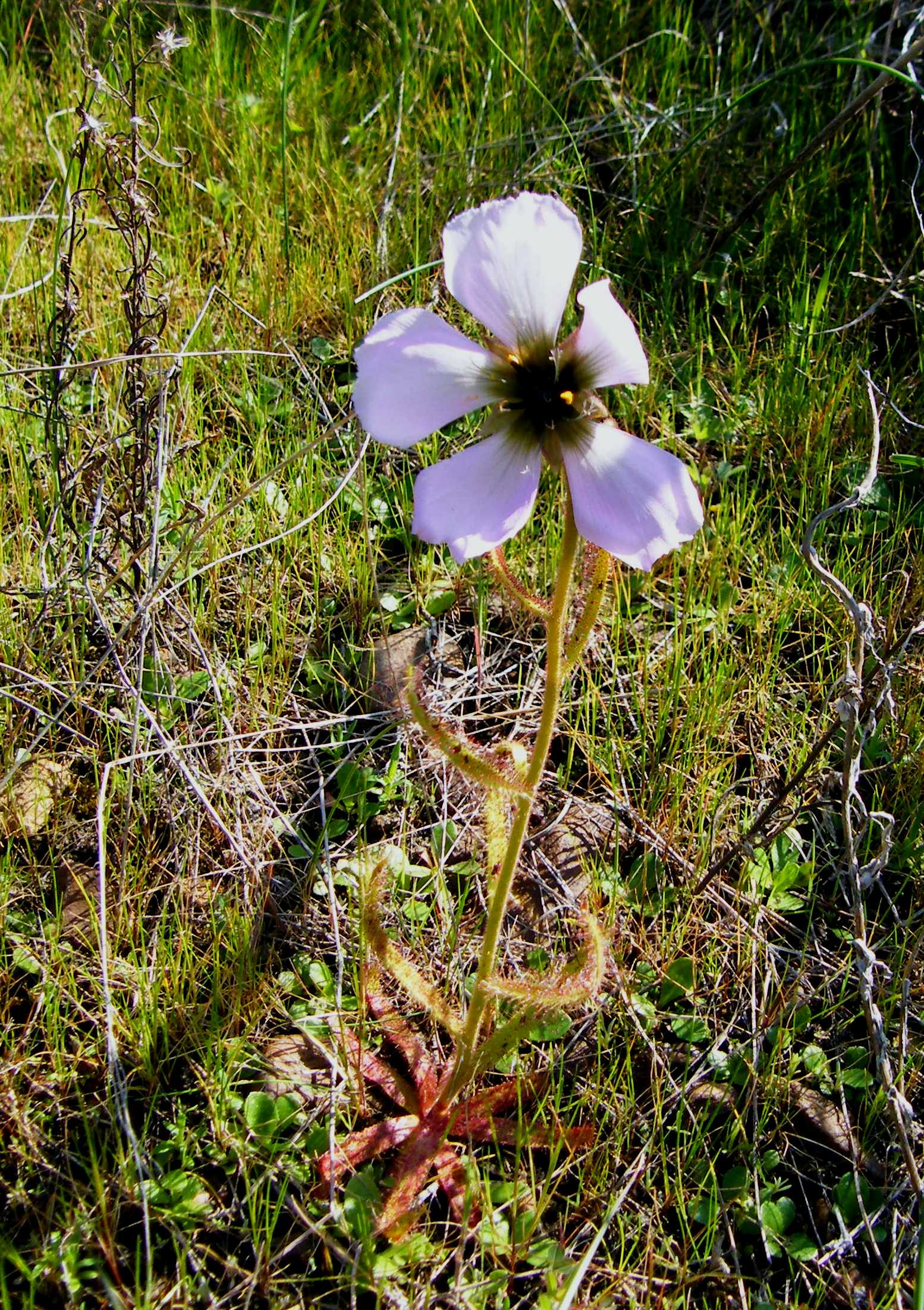
Зовнішній вигляд